# Epibryon dawsoniae
Epibryon dawsoniae är en svampart som beskrevs av Döbbeler 1978. Epibryon dawsoniae ingår i släktet Epibryon och familjen Pseudoperisporiaceae.   Inga underarter finns listade i Catalogue of Life.